# ОБМ (боевой модуль)
ОБМ — это необитаемый башенный боевой модуль украинского производства, предназначенный для установки на лёгкую бронетехнику.
Демонстрационный образец модуля ОБМ был установлен на внедорожник «Скорпион» (построенный на шасси ГАЗ-66), однако предусмотрена возможность установки модуля на другие образцы техники (в том числе, HMMWV, Дозор-Б и «Тритон»).

## История
Боевой модуль ОБМ был разработан киевским заводом «Ленинская кузница» к 19 сентября 2014 года и был впервые представлен 24 сентября 2014 на выставке «Зброя та безпека-2014»).
В январе 2015 года модуль ОБМ был направлен на полигонные испытания, которые проходил на Гончаровском военном полигоне в Черниговской области. В это же время модуль получил наименование «Киборг» в честь украинских военнослужащих, участвовавших в боях за Донецкий аэропорт, однако это название является неофициальным.
28 декабря 2016 года на киевском судостроительном заводе «Ленинская кузница» были заложены два десантно-штурмовых катера проекта 58503 «Кентавр-ЛК». 14 сентября 2018 года был спущен на воду первый катер, 20 сентября 2018 года - второй катер. 13 декабря 2018 года заместитель директора и главный конструктор завода "Кузня на Рыбальском" С. Белозубенко сообщил в интервью, что оба катера вооружены боевыми модулями ОБМ (два боевых модуля на каждом катере), они проходят ходовые испытания, но новых катеров этого типа на заводе не заложено.

## Описание
Боевой модуль включает в себя вооружение (дистанционно управляемый 12,7-мм пулемёт «Утёс» и 40-мм автоматический гранатомёт УАГ-40), электронно-оптическую систему наведения производства ГП «Изюмский приборостроительный завод», счётчик боекомплекта, механизм поворота башни и блок дистанционного управления (наведение на цель осуществляется оператором с помощью джойстика). Кроме того, модуль оборудован шестью 81-мм пусковыми установками дымовых гранат «Туча».
Масса боевого модуля составляет 280 кг.
Боекомплект к пулемёту составляет 150 патронов (одна патронная лента, уложенная в патронный короб, открыто расположенный снаружи модуля), однако дополнительное количество боеприпасов может быть размещено внутри бронемашины.

## Страны-эксплуатанты
- Украина - военно-морские силы Украины (с 2018 года)[11]